# Le Huitième Jour (film, 1960)
Cet article concerne le film de Marcel Hanoun. Pour le film de Jaco Van Dormael, voir Le Huitième Jour.
Pour les articles homonymes, voir Le Huitième Jour.
Pour plus de détails, voir Fiche technique et Distribution.
Le Huitième Jour est un film français réalisé par Marcel Hanoun et sorti en 1960.

## Synopsis
À Paris, Françoise, une trentenaire célibataire, dactylo fonctionnaire de son état, ne vit que pour sa sortie du dimanche. Ce jour-là, elle va invariablement assister aux courses hippiques, prétexte pour parfaire son goût de l’élégance et du raffinement. Georges, un voisin veuf, commence à la courtiser. Françoise fait également la connaissance d’Alain, le jeune frère de Georges. Elle va alors vivre une valse-hésitation entre Georges, Alain, les conseils de sa mère qui l’engage à songer au mariage et sa crainte de perdre son harmonie solitaire. Des signes prémonitoires vont lui donner des indications… 

## Fiche technique
- Titre : Le Huitième Jour
- Réalisation : Marcel Hanoun
- Scénario et adaptation : Marcel Hanoun et Gilbert Guez
- Musique : Joseph Kosma
- Assistants réalisateur : Alain Jessua et Michel Delahaye
- Photographie : Marcel Fradetal
- Son : Guy Rophé
- Décors : Jacques Gut
- Montage : Nicole Marko
- Pays de production :  France
- Langue de tournage : français
- Producteur : Éric Duvivier
- Société de production : Films Art & Science
- Société de distribution : Films Art & Science
- Format : noir et blanc — et couleur - 1.37:1 — son monophonique — 35 mm
- Genre : comédie dramatique
- Durée : 78 minutes
- Date de sortie : France - 24 février 1960

## Distribution
- Emmanuelle Riva : Françoise
- Félix Marten : Georges
- Lucienne Bogaert : la mère de Françoise
- José Varela : Alain
- Marcel André : le père de Françoise
- Anne Caprile : la narratrice